# Fuldrigger
En fuldrigger er et skib med råsejl på alle master.
Der er mindst tre master, og alle er fuldriggede, dvs. at masten er sat sammen af tre rundholter, nemlig undermast, mærsstang og bram- og røjlstang.
Skoleskibet DANMARK og Georg Stage er danske tremastede fuldriggere.

## Benævnelser
Forreste mast, benævnes fortoppen og bærer normalt minimum fem råsejl.
- Røjl
- Bram
- Overmærs
- Undermærs
- Fok

På større fuldriggere kan flere af sejlene være delt, som man her har gjort med "mærsesejlet" og vil så være benævnt "overbram" og "underbram".
Fra fortoppen og fremefter sidder flere stag. Sejl monteret her, benævnes stagsejl og hedder (forfra):
- Jager
- Klyver
- Fore stænge stagsejl

Derefter kommer stortoppen, som også bærer minimum fem råsejl.
- Røjl
- Bram
- Overmærs
- Undermærs
- Storsejl

Mellem fortop og stortop kan ligeledes være ført stag, og sejlene her vil være stagsejl.
Til sidst kommer krydstoppen eller mesanmasten, som bærer minimum fire råsejl og et gaffelsejl agterud.
- Røjl
- Bram
- Overmærs
- Undermærs

Den nederste rå på mesanmasten hedder beguinerråen og bærer ikke sejl.
Agterud vil normalt sidde et gaffelsejl, der er benævnt mesansejlet.
Alle sejl benævnes med navnet på toppen først og derefter sejlets navn. Altså f.eks. "kryds-overmærs" eller "for-bram".